# Heodes evanescens
Heodes evanescens är en fjärilsart som beskrevs av Gillmer 1904. Heodes evanescens ingår i släktet Heodes och familjen juvelvingar. Inga underarter finns listade i Catalogue of Life.